# Sørlandet (navire)
Pour les articles homonymes, voir Sorlandet (homonymie).
Sørlandet (littéralement « Le Pays du Sud », qui est aussi le nom d'une région de Norvège) est un navire-école trois-mâts carré.

## Caractéristiques
Avec une longueur hors tout de 64,15 mètres (59,69 mètres de longueur de coque), une largeur de 8,87 mètres, un tirant d'eau de 4,32 mètres, un tirant d'air de  34,20 mètres un déplacement de 891 t., une surface de voilure de 1 236 m2 répartie sur 27 voiles, c'est un trois-mats carré de classe A, avec un équipage de 15 personnes accueillant 70 stagiaires. Sans moteur à l'origine, il est doté en 1960 de moteurs 23V AC- 60HZ. 

## Histoire
Ce trois-mâts norvégien, financé par l'armateur Skjelbred, a commencé sa carrière à l'école de la Marine marchande norvégienne, en 1927. 
Il effectue son voyage inaugural vers Oslo avec le roi Haakon de Norvège et avec le prince héritier Olav à son bord.
En 1933, après sa première traversée de l’Atlantique, il participe à l’Exposition universelle de 1933 à Chicago pour représenter la Norvège.
En 1940, saisi par l'armée allemande, il est transformé en prison militaire.
Coulé par une bombe russe dans d'obscures conditions, il est renfloué par l'occupant pour en faire un cantonnement pour les équipages des U-Boote.
Dès la libération, sa restauration est entreprise pour un  réarmement en 1947. Il reprend ses fonctions de navire-école jusqu'en 1973 où l'école de la marine s'en sépare.
Il participe en 1956 à la première course de grands voiliers, entre Torbay et Lisbonne. Il prend part aux prestigieuses Tall Ships' Races.
C'est le petit-fils du mécène originel Kristian Skjelbred-Knudsen qui en fait don à la ville de Kristiansand en 1977.
Après sa rénovation en 1981, le voilier-école Sørlandet accueille aujourd'hui des stagiaires de la marine marchande de toutes nationalités pour des voyages initiatiques et formateurs sur l’Atlantique Nord et en mer du Nord.
Il accueille encore occasionnellement des cadets de la Marine royale norvégienne.

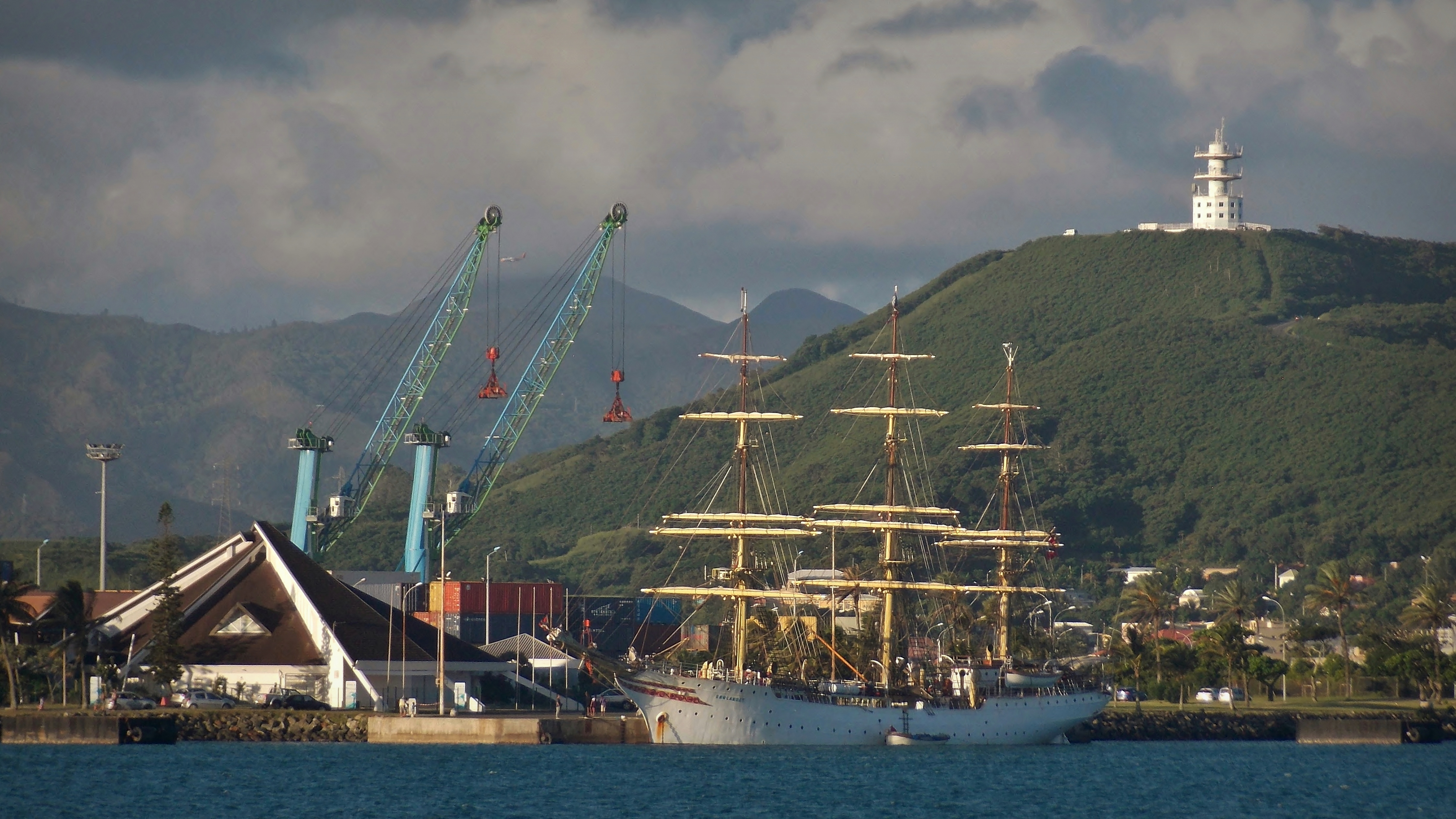
Le Sørlandet lors de son escale à Nouméa en avril 2016.

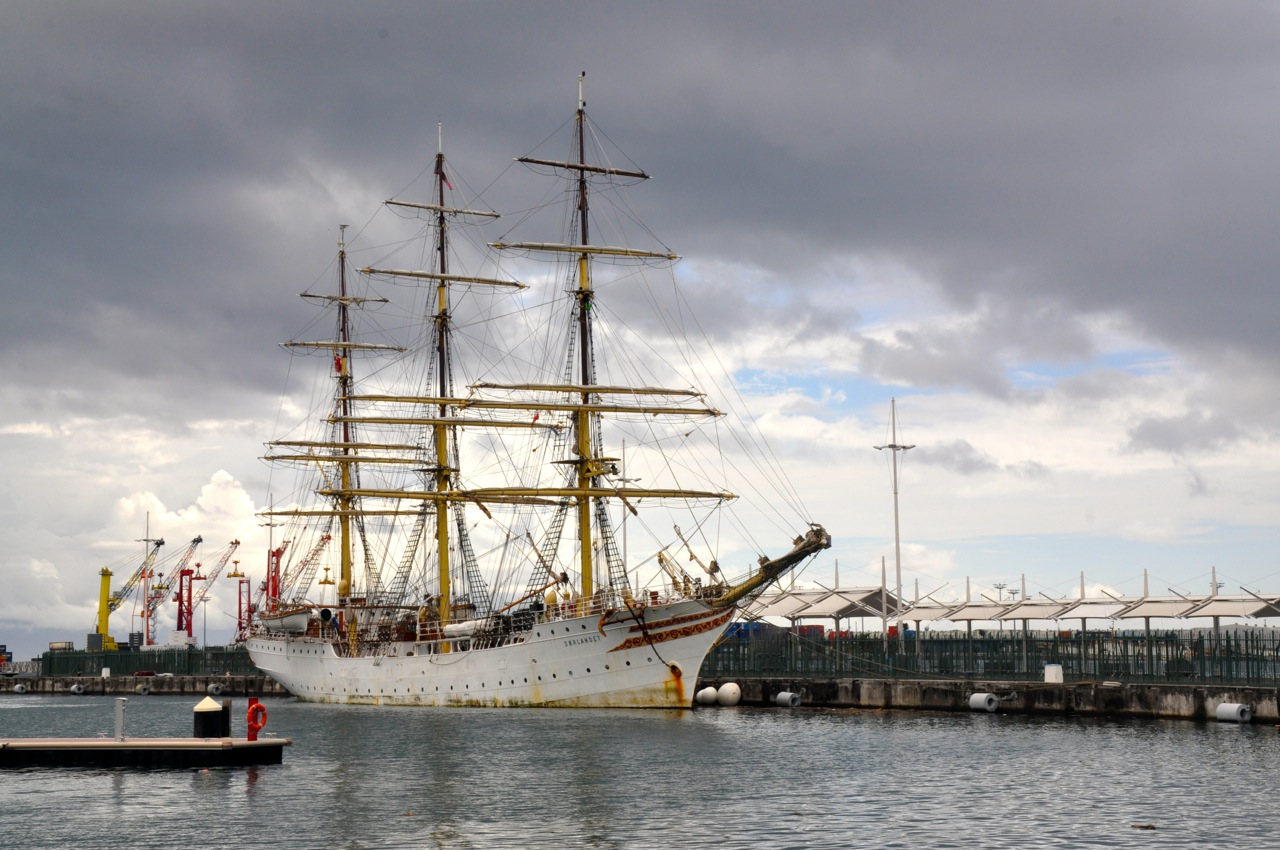
Sorlandet lors de son escale à Papeete en mars 2016

En 2015, il entame un tour du monde qui le mène dans le Pacifique pour la première fois depuis qu'il navigue.

## Manifestations de grands voiliers
Participation à Rouen :
en 1989 (Voiles de la liberté) ;
- en 1994 (Armada de la liberté) ;
- en 1999 (Armada du siècle) ;
- Armada 2003 ;
- Armada 2008.

Participation aux Fêtes maritimes de Brest :
- Brest 2004

Tall Ships' Races